# Shimosuwa
Shimosuwa (jap. 下諏訪町 Shimosuwa-machi) – miasto w Japonii, na wyspie Honsiu, w prefekturze Nagano. Według danych na rok 2020 miejscowość zamieszkiwało 19 155 mieszkańców , a gęstość zaludnienia wyniosła 286,5 os./km².